# 高木千里
高木 千里（たかぎ ちさと）は、日本のAV女優。ティーパワーズ所属。

## 略歴・人物
茨城県出身。
2017年3月、SODクリエイトの「本物人妻」レーベルの専属女優としてデビュー。
地方公務員として働く34歳の兼業主婦とされる熟女系のAV女優。

## 出演作品

### アダルトDVD
2017年
- SOD史上最も性に貪欲な中出し懇願ドM妻 高木 千里 34歳 AV Debut（3月2日、SODクリエイト）
- SOD史上最も性に貪欲な中出し懇願ドM妻 高木 千里 34歳 第2章 膣内射精の快楽に堕ち何度も他人精子をねだる連続真正中出し計10発（4月6日、SODクリエイト）
- SOD史上最も性に貪欲な中出し懇願ドM妻 高木 千里 34歳 第3章 膣中だけでは満足できず人生で初めて アナル中出しを許してしまった日（5月3日、SODクリエイト）
- SOD史上最も性に貪欲な中出し懇願ドM妻 高木 千里 34歳 最終章 前にも後ろにも他人精子注入を懇願する 二穴中出し温泉旅行（6月1日、SODクリエイト）
- ドM人妻肉便器化計画 120分ノンストップライブ 陵辱されても『チ○ポもっと欲しい!中に出して!』と叫ぶ変態マゾ女（7月6日、サディスティックヴィレッジ）
- 勝ち気な性格の嫁さんがマンション上階の労働者の社宅部屋に騒音マナーの件で抗議に行ってガンガンに犯されてマワされまくったらしいのです…（7月20日、ヒビノ）
- SEXの体位のリハーサルで、マ○コをラップでガードして素股をさせられ、狙ったのか偶然なのか、結局挿入されてナマ中出し!それでも「そんなの当たり前だから」と言われ泣き寝入りするしかないサディスティックヴィレッジの女AD57人 新作撮り下ろし12人 作品集45人、パワセクハラ全記録!（7月20日、サディスティックヴィレッジ）他出演:藍原あおい、涼海みさ、大原すず、雫みあ、あず希、篠崎みお、はるのるみ、こはる柑夏、佐野あい、前田可奈子、いろはめる +作品集45名
- 極上のフェラチオ ED治療で8人のナースが施術/AV研究会のJK9人が実践/3人の女ADが小遣い稼ぎにロケで学んだ技を披露 完全撮り下ろし 合計20名! 2枚組6時間（8月10日、サディスティックヴィレッジ）共演:渋谷ありす、苑田あゆり、高城アミナ、栄川乃亜、雛森みこ、前田可奈子、斉藤みゆ　他出演:咲坂花恋、白川あまね、月野ゆりあ、矢澤美々、清本玲奈、新垣智江、藍原あおい、佐野あい、涼海みさ　三波麻友、小野寺梨紗、三崎寛奈
- 本物人妻9名の未公開プレミアムセックス+本物人妻11名のベストセックス 総集編 2枚組8時間（12月7日、SODクリエイト）他出演:工藤まなみ、五十嵐潤、今井真由美、前田可奈子、榎本美咲、中村唯、大矢美由紀、坂本すみれ、矢口弘美、立花優花
- SODファン大感謝祭! 歴代専属女優大集合! SODstar2名含む超豪華超人気女優16名と一般募集素人ファンによる夢の大乱交! 1泊2日!総発射数72発 射精無制限 ぜつりんバスツアー 2(※素人男性18名参加)（12月21日、SODクリエイト）共演:古川いおり、桐谷まつり、佐々木あき、五十嵐潤、涼海みさ、生田みく、月野ゆりあ、水谷あおい、永井みひな、浜崎真緒、なごみ、小谷みのり、神ユキ、蓮実クレア、AIKA
- 寝取られた俺の妻（12月22日、グローバルメディアエンタテインメント）

2018年
- SODファン大感謝祭! 裏ぜつりんバスツアー 2 私たちを絶頂させたら敗者復活させてあげる♪ 業界随一の敏感M娘 小谷みのり 永井みひなをイカせまくれ! &本編出演超豪華女優14名の主観Wフェラ×7コーナーも収録!(※素人男性18名参加)（1月11日、SODクリエイト）共演:神ユキ、小谷みのり、永井みひな、古川いおり、桐谷まつり、佐々木あき、五十嵐潤、涼海みさ、生田みく、月野ゆりあ、水谷あおい、浜崎真緒、なごみ、蓮実クレア、AIKA
- 田舎の近親相姦 息子が母を犯す瞬間（2月23日、グローバルメディアエンタテインメント）